# Xèrif
|  | No s'ha de confondre amb Xerif. |

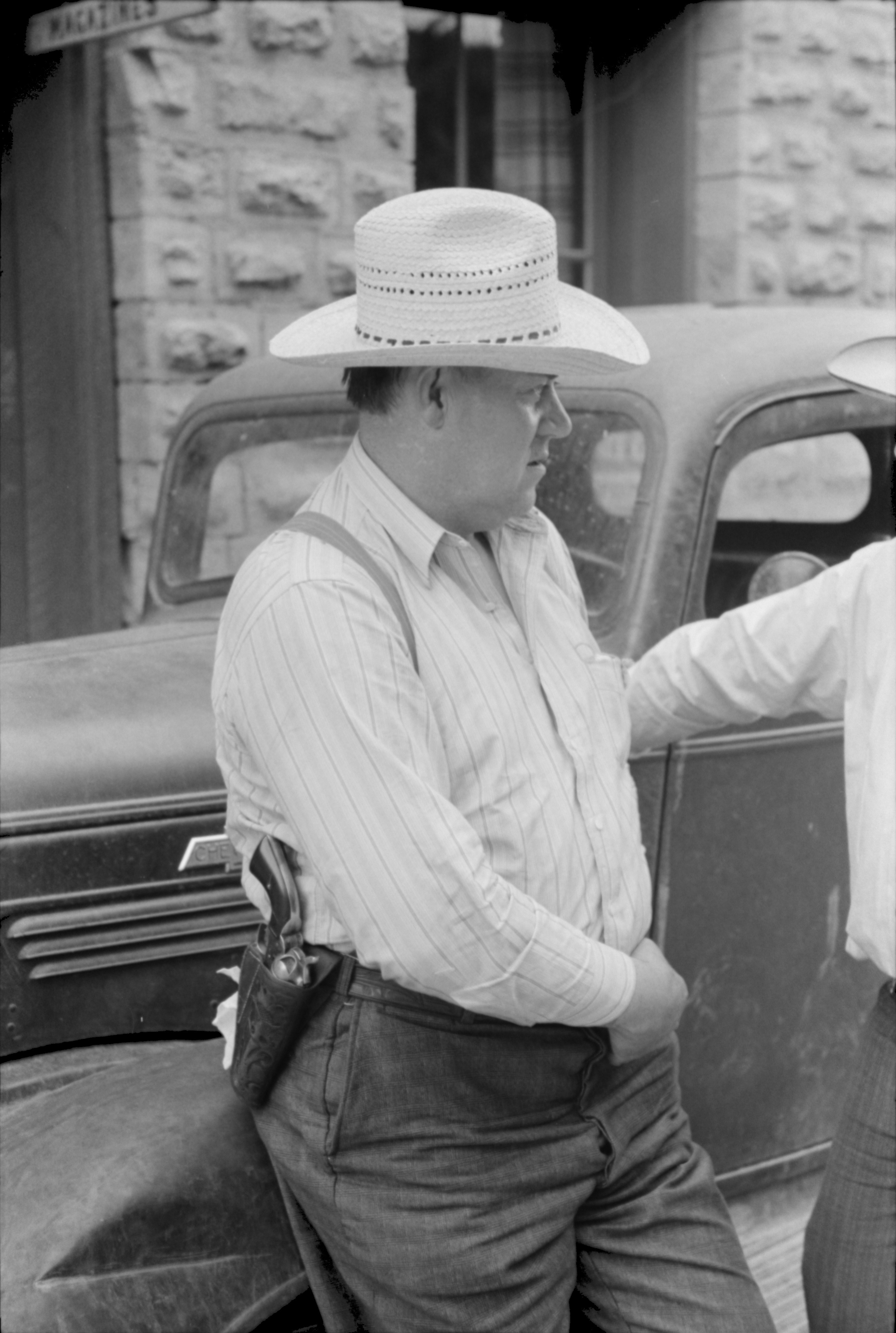
Imatge d'un xèrif a Nou Mèxic l'any 1940.

Xèrif és el nom donat a una autoritat policial política i de justícia pública en vigor en diferents països anglosaxons (Gran Bretanya, Estats Units, Canadà) i a la persona que té aquesta funció. En la pràctica, la funció específica de la seva autoritat legal, policial i cerimonial varia entre els territoris.

## Terminologia
El terme deriva de la paraula anglesa antiga sċīrġerēfa. Sċīr (shire) denota una unitat administrativa, comparable a un comtat. A l'Anglaterra anglosaxona, sċīrġerēfa o shire-reeve era un alt funcionari administratiu, comparable a un agutzil, on el reeve o l'antic anglès gerēfa es relaciona amb el greve alemany. Sota els reis normands, sobretot sota Enric I, els càrrecs del xèrif normalment estaven ocupats amb homes d'origen relativament senzill. Van formar la base del gentry landry anglès, el gentry.

## Descripció
Històricament, un xèrif era un oficial legal amb la responsabilitat d'un shire, el terme era una contracció de "shire reeve" (Anglès Antic: scīrgerefa).
 En anglès britànic, l'ofici polític o jurídic d'un xerife, terme d'ofici d'un xerif, o jurisdicció d'un xerif, s'anomena shrievalty a Anglaterra i Gal·les, i un sheriffdom a Escòcia.
En els temps moderns, la combinació específica de les obligacions legals, polítiques i cerimonials d'un xèrif varia molt d'un país a un altre.
- A Anglaterra, Irlanda del Nord o Gal·les, un xèrif (o xèrif alt) és un oficial del comtat o de la ciutat cerimonial.
- A Escòcia, els xèrifs són jutges.[6]

- A la República d'Irlanda, en alguns comtats i a les ciutats de Dublín i Cork, els xèrifs són oficials legals semblants als agutzils.
- Als Estats Units, un xèrif és un oficial de la llei jurat, els deures dels quals varien entre els estats i comtats. Un xerife generalment és un oficial del comtat elegit, amb tasques que normalment inclouen la policia d'àrees no incorporades, el manteniment de les presons del comtat, la seguretat als tribunals del comtat i, en alguns estats, el servei de mandats i papers judicials. A més d'aquests serveis de policia i correcció, un xèrif se sol encarregar de fer complir el dret civil de la jurisdicció.
- Al Canadà, existeixen xèrifs a la majoria de províncies. Els serveis de sheriff provincials generalment gestionen i transporten presoners judicials, atenen les ordres judicials, i en algunes províncies els xèrifs ofereixen seguretat per al sistema judicial, protegeixen els funcionaris públics, donen suport a les investigacions dels serveis de la policia local i a Alberta, els xèrifs fan efectes del trànsit.
- A Austràlia i Sud-àfrica, els xèrifs són funcionaris legals semblants als agutzils. En aquests països, no hi ha cap vincle entre els comtats i els xèrifs.
- A l'Índia, un xèrif és una oficina principalment cerimonial en algunes de les principals ciutats.

## ViccionariReferències
1. ↑  Dominik Nagl: No Part of the Mother Country, but Distinct Dominions. Rechtstransfer, Staatsbildung und Governance in England, Massachusetts und South Carolina, 1630–1769 (= Studien zur Geschichte, Politik und Gesellschaft Nordamerikas. Bd. 33). LIT, Berlin u. a. 2013, ISBN 978-3-643-11817-2, S. 64, (online).
2. ↑  Friedrich Kluge: Etymologisches Wörterbuch der deutschen Sprache. Bearbeitet von Elmar Seebold. 24., durchgesehene und erweiterte Auflage. de Gruyter, Berlin u. a. 2002, ISBN 3-11-017473-1, S. 845.
3. ↑  Peter Blickle: Kommunalismus. Skizzen einer gesellschaftlichen Organisationsform. Band 2: Europa. Oldenbourg, München 2000, ISBN 3-486-56462-5, S. 114.
4. ↑  «Definition of SHRIEVALTY».
5. ↑  «Sheriff Courts and Sheriffdoms in Scotland - Scots Law».   Kevin F Crombie, 2009.
6. ↑  «Sheriffs - Judicial Office Holders - About the Judiciary - Judiciary of Scotland». Arxivat de l'original el 2018-08-17. [Consulta: 9 octubre 2019].